# BLUE COVER
『BLUE COVER』（ブルー・カバー）は、2013年6月12日に発売されたINFINITY16のカバーアルバム。
カバーアルバムとしては『White Cover』に続き2作目。「White Cover」が冬の定番楽曲や名曲などをレゲエアレンジにしてカバーした内容だったのに対し、今作は夏の定番楽曲や名曲などをレゲエアレンジにしてカバーした内容となっている。
今作に収録されている楽曲をカバーしたアーティストは日本で活動しているレゲエシンガーのmiko、ブラジルで活動している日本人歌手のMiyuki Saito、ジャマイカのレゲエシンガーであるJamila JamesとAnna-Kaye Morrisの4人。

## 収録曲
1. The Loco-Motion
歌:Jamila James
リトル・エヴァの楽曲。
2. Lambada
歌:Miyuki Saito
KAOMAの楽曲。
3. Livin' La Vida Loca
歌:Anna-Kaye Morris
リッキー・マーティンの楽曲。
4. Vacation
歌:Jamila James
コニー・フランシスの楽曲。
5. 風になりたい
歌:miko
THE BOOMの楽曲。
6. 夏祭り
歌:miko
JITTERIN'JINNの楽曲。